# اوشنساید (اورگن)
اوشنساید (به انگلیسی: Oceanside) یک منطقهٔ مسکونی در ایالات متحده آمریکا است که در شهرستان تیلاموک، اورگن واقع شده‌است. اوشنساید ۲٫۶ کیلومتر مربع مساحت و ۳۶۱ نفر جمعیت دارد و ۴۵ متر بالاتر از سطح دریا واقع شده‌است.